# Arrest Containerdiefstal
Het arrest Containerdiefstal (HR 17 november 1981, NJ 1983/84 + 197) is een arrest van de Nederlandse Hoge Raad dat betrekking heeft op de diefstal van containers met inhoud en een opdrachtgever achter de schermen die wordt veroordeeld wegens medeplegen.

## Casus
De verdachte koopt een trekker. met de bedoeling containers weg te nemen. Later rijdt hij met een medeverdachte rond om containers uit te zoeken die makkelijk te stelen zijn. Hij noteert de nummers van de containers en neemt deze nummers thuis over op de vrachtbrieven, om zo door eventuele politiecontroles te komen. Daarna stelt de verdachte de trekker ter beschikking van medeverdachte. Medeverdachte steelt de containers zonder dat verdachte daarbij fysiek aanwezig is.

## Rechtsvraag
is de fysieke aanwezigheid bij het plegen van een misdrijf noodzakelijk voor de kwalificatie van deelneming bij het ten laste gelegde delict? (Nee) 

## Procesgang
Verdachte Van der L. is in hoger beroep door het hof veroordeeld tot vier jaar gevangenisstraf wegens diefstal in vereniging, meermalen gepleegd.
Het hof heeft bewezen verklaard: diefstal tezamen en in vereniging met een of meer anderen, van:
1. een oplegger met container met bougies en auto-onderdelen, in de nacht van 14 op 15 mei 1980
2. een oplegger met container met auto-onderdelen, in de nacht van 26 op 27 augustus 1980
3. een oplegger met container met dozen kalkoenvlees, in de nacht van 4 op 5 juli 1980
4. brandstof van Shell, in de periode 1972-1974.

Hiertoe had het hof Van der L. ook aangemerkt als medepleger van de containerdiefstallen sub 2 en 3, waarbij hij niet fysiek aanwezig was. Het cassatiemiddel, door advocaat Spong bij pleidooi voorgesteld, richt zich hiertegen.

### Hoge Raad
De Hoge Raad heeft in dit arrest beslist dat van medeplegen mag worden gesproken óók in een geval,
waarin de verdachte niet lijfelijk aanwezig is geweest op de plaats van het misdrijf.
Een volledige en nauwe samenwerking wordt voldoende geacht.
De Hoge Raad overwoog:

6

Beoordeling van het bij pleidooi voorgedragen middel.

Het Hof heeft (...) overwogen:

dat de samenwerking van verdachte met zijn mededaders zodanig volledig en nauw is geweest dat bij verdachte van medeplegen dient te worden gesproken. 

Hiermede heeft het Hof kennelijk tot uitdrukking willen brengen dat de verdachte heeft gehandeld ‘tezamen en in vereniging met anderen’, zoals is bewezen verklaard. 
 Tot dit oordeel is het Hof op grond van de gebezigde bewijsmiddelen kunnen komen, waaraan niet kan afdoen dat de bewijsmiddelen niets behelzen waaruit kan volgen dat de verdachte bij de ten laste gelegde wegneming lijfelijk aanwezig is geweest. 
 Het middel treft mitsdien geen doel.

## Tot besluit
- Als de bijdrage achter de schermen voldoende substantie heeft, dan is voortaan de lijfelijke aanwezigheid bij diefstal niet langer noodzakelijk voor de kwalificatie van deelneming bij dat delict. Het brein van een criminele organisatie kan dus ook als medepleger worden aangepakt.
- In casu is deze kwalificatie behulpzaam voor de verzwarende omstandigheden van diefstal-in-vereniging en diefstal-meermalen-gepleegd. Het gaat hier om een bijzondere vorm van medeplegen, namelijk diefstal door twee of meer verenigde personen (artikel 311 lid 1 onder 4). De redenering die de Hoge Raad hanteert, kan echter evenzeer slaan op het medeplegen in het algemeen (artikel 47 Sr).
- Het bij pleidooi voorgedragen middel had (kennelijk) op het oog dat Van der L. geen medepleger was, maar slechts uitlokker, zodat deze verzwarende omstandigheden niet aan de orde zouden komen.